# ラジリスク
『ラジリスク』は、アニメ『バジリスク 〜甲賀忍法帖〜』の関連番組として配信されていたインターネットラジオ番組である。
本項では、以下の2番組について述べる。
- ラジリスク〜甲賀忍放送〜（-こうがにんほうそう）
- ラジリスク〜伊賀忍放送〜（-いがにんほうそう）

## ラジリスク〜甲賀忍放送〜
音泉で2005年1月11日〜9月27日までを毎週火曜日に、10月4日〜2006年3月21日放送分までを隔週火曜日で配信。スポンサーはGDH。
パーソナリティは鳥海浩輔（甲賀弦之介 役）、早水リサ（陽炎 役）、ハイドマン（バジリスク製作者）。提供読み前に言うセリフと番組タイトルロゴの上には「愛する者よ、聴き候え。」と記されてある（「〜死に候え」をパロディ）。
ほぼ毎週のようにオープニングのCM明けには「オッス、桃太郎です!」と鳥海が挨拶する。元ネタの桃太郎については「魁!!男塾」の剣桃太郎から。また、32回では「オッス、諸星ダンです!」とも挨拶した。対する早水も「キン肉マン」のジェロニモのセリフ「だってオラ人間だから…」を好んで多用していた。
『伊賀忍放送』告知のために、同番組のパーソナリティーである水樹奈々（朧 役）が稀にエンディング前に登場することがあった。
『バジリスク 〜甲賀忍法帖〜』の放送終了に合わせ、この『甲賀忍放送』も38回目で終了する予定であった。オープニングからハイドが登場していたのはそのためである。だが、第39回目からは隔週で同番組は継続された（DVD＆CDの売り上げが好調なのとラジオの続投を望むリスナーが多かったからと言われる）。

### 甲賀忍放送のコーナー
ふつおた
普通のお便り（バジリスク関連の感想などなんでもOK）
ラジリスク挨拶
番組の挨拶を随時募集。採用者はOPで2人がそのネタで挨拶
ハイドのアニメマル得情報（ハイドのバジリスクマル得情報）
アニメ「バジリスク-」に関する最新情報などをハイドマンという人が伝える。＃39からは「ハイドのバジリスク裏ネタ（マル得）情報」として本編中には話せなかった裏ネタを話すコーナーになった
ラジリスク忍法帖
リスナーから送られた内容と記録に鳥海と早水が挑戦するコーナー。2人に勝てば色紙に毛筆で“何か”を書いたものが贈呈されていた
忍法○○の術
「○○」に入る言葉とその解説を説明するコーナー。判定はブースにいるスタッフが決め、敗者には罰ゲームをED後に行われる。
罰ゲーム
忍法○○の術の敗者がリスナーのお題に答えるコーナー。
40回で「-○○の術」に負けた早水が罰ゲームで「リサリサのスイートダイアリー」として萌えボイス読みをした。41回でも早水が負けたため、リスナーからの救済企画として早水の代わりに罰ゲームを受けるという第三者罰ゲームをした。タイトルは「ハイドのお前らのためなの?」だった
2005年9月20日配信の37回では、『伊賀忍放送』宛に水樹奈々のツボにはまりそうなメールを出し、そのメールを読むという罰ゲームを早水がやることになった（エンディングでの罰ゲーム発表　より）
ボクの考えたオリジナル超（?）忍者!!
リスナーが考えた忍者をイラスト＆設定（出身地、忍者強度、性格など）して送るコーナー。
38回では、特別企画として「ボクの考えたオリジナル超（?）忍者!!」で採用された忍者を使った「超忍オリンピック」を行い、大将戦にて鳥海は謎の新ユニットSTA☆MENにとても似ている構成の忍者戦隊を引き当てた。同時に鳥海がお頭の物真似を披露するシーンも見られた。エンディングでは早水が原稿萌え萌えボイスで読むという罰ゲームをやらされた。かなりのハイトーンキャラであった。
こんなバジリスクグッズ欲しいよ～(仮)（＃31〜＃51）
「バジリスク-」関連のグッズを作るコーナー。リスナーの提案が良ければ商品化の可能性もある。仮タイトルのため同時にコーナータイトルも募集していたが、番組打ち切りにより「(仮)」のまま終了してしまった
いやぁ、これはうっかり（＃39〜＃51）
薬師寺天膳に匹敵するうっかり話を募集。
リサリサのスイートダイアリー（＃40〜＃51）
40回で「-○○の術」に負けた早水が、罰ゲームで行ったリスナーのお題を萌えボイス読みをしたものをコーナー化。以降、最終回まで同タイトルでは甘い話や嬉しい話、切ない話などを早水に読ませるコーナーとなり、『伊賀忍放送』の最終回でも水樹とともに「リサリサとナナンのツイントゥインクルスイートダイアリー」を行った。
マサチューセッツ甲賀大学（＃47〜＃51）
リスナーが自慢する大学を紹介するコーナー（新春緊急特番「ラジリスク新コーナー企画会議」（＃46）の中で新しく見切り発車で設置していた）。このコーナーでは引き続きハイドマンに加え、やまけんも参加していた

### 甲賀忍放送 ゲスト
| ＃ | O.A.    | ゲスト名                  | 備考                       |
| -- | ------- | ------------------------- | -------------------------- |
| 23 | 6月14日 | 杉田智和（服部響八郎 役） | 6月4日公録ゲスト出演       |
| 25 | 6月28日 | 羽多野渉（筑摩小四郎 役） | 40分越え（46:52）の収録    |
| 28 | 7月19日 | 内海賢二（蓑念鬼 役）     | インターネットラジオ初出演 |
| 29 | 7月26日 | 木村はるか（お胡夷 役）   | —                          |
| 30 | 8月2日  | 上田陽司（如月左衛門 役） | 同番組を毎週愛聴していた   |
| 33 | 8月23日 | 速水奨（薬師寺天膳 役）   | —                          |

## ラジリスク〜伊賀忍放送〜
2005年3月3日から11月4日まで、アニメイトTVで毎月第1木曜日に配信。音泉では毎月1回火曜日に出張再配信と更新が行われていた（会員限定配信）。
パーソナリティは、姉妹番組『甲賀忍放送』に出演している鳥海浩輔と早水リサに、朧 役の水樹奈々が加わる形で3人となっている。
『甲賀忍放送』同様に、水樹が提供読み前に言うセリフと番組タイトルロゴの上には「愛する者よ、聴き候え。」と記されていた。基本的には『甲賀忍放送』にあるコーナーと同じだが、オープニングやコーナージングルなどのBGMはパラパラ調の「甲賀」とは違い、落ち着いた感じになっている。
10月6日配信分（#8）で当番組は11月4日の配信（#9）で最終回になることが発表され、『甲賀忍放送』に出演しているハイドが「伊賀忍放送」に初めて登場した。なお、アニメイトTVでの最終回の配信は2005年12月1日の10：00を最後にサイト自体が消滅した。

### 伊賀忍放送のコーナー
ふつおた
普通のお便り
朧の今昔バジリスク集（#4〜#8）
今までの「バジリスク」の話を振り返るコーナー。同作品に関する雑談・裏話を中心にトークされた。
- 6月 （05. 6.2/#4）： 1話〜8話
- 7月 （05. 7.7/#5）： 9話〜12話
- 8月 （05. 8.4/#6）：13話〜17話
- 9月 （05. 9.1/#7）：18話〜21話
- 10月（05.10.6/#8）：22話〜24話

ラジリスク忍法帖
リスナーから送られた内容と記録に鳥海と早水と水樹が挑戦するコーナー。3人を負かすことに成功したら色紙に“何か”を書いたものをプレゼントされる
基本的には超せそうもない記録ネタがほとんどなので実質色紙のプレゼントコーナーに近くなっていた。
忍法○○の術
「○○」に入る言葉とその解説をするコーナー
鳥海が出したお題で早水と水樹がその忍法術のテーマを演じ、判定の鳥海のハートをゲットさせたと思った方に判定する。3本勝負で2本先取した方が勝者。
敗者には罰ゲームでエンディング後（告知終了後）に行われる（罰ゲームも同時募集していた）。
罰ゲーム
「忍法○○の術」の敗者がリスナーのお題に答えるコーナー。
『甲賀忍放送』で受けた罰ゲーム（#37/05年9月20日配信分の「-○○の術」の勝負で早水が負けて「ラジリスク〜伊賀忍放送〜」宛に水樹奈々のツボにはまりそうなメールを出してそのメールを水樹の前で読む）を#8（2005年10月6日配信分）で早水が読み上げた。
最終回は勝負がなかったにも関わらず水樹に罰ゲームをやらせ、「リサリサとナナンのツイントゥインクルスイートダイアリー」として締めくくった（#9）。